# Jezioro Lechickie
Jezioro Lechickie – jezioro na Równinie Nowogardzkiej, położone w gminie Maszewo, w powiecie goleniowskim, w woj. zachodniopomorskim.
Jezioro ma wydłużony kształt o przebiegu południkowym, długości 2,8 km; przeciętna szerokość 250 m.
Powierzchnia zbiornika wynosi ok. 66 ha, a maksymalna głębokość 3,2 m. Objętość misy jeziornej sięga 1 526,8 m³. Na wschodnim brzegu rozciąga się las, a całe Jezioro Lechickie otacza wąski pas drzew. Zbocza jeziora wznoszą się na 10 do 15 m ponad lustro wody.
Według typologii rybackiej jest to jezioro linowo-szczupakowe.
Jezioro leży na północ od Jeziora Budzieszowskiego.
Nad południowym brzegiem biegnie droga wojewódzka nr 113. Na obu końcach rynny jeziora leżą dwie miejscowości. Na południowym brzegu znajduje się wieś Budzieszowce, w której do jeziora wpada rzeka Stepnica. Następnie uchodzi w północnej części w osadzie Maciejewo, w której nad brzegiem jeziora położony jest pałac użytkowany obecnie jako obiekt noclegowy.